# Acrocercops chrysoplitis
Acrocercops chrysoplitis is een vlinder uit de familie van de mineermotten (Gracillariidae). De wetenschappelijke naam van de soort werd voor het eerst geldig gepubliceerd in 1937 door Meyrick.